# Kazuko Hironaka
Kazuko Hironaka (弘中 和子?, Hironaka Kazuko; ...) è un'ex calciatrice giapponese.

## Carriera

### Nazionale
Il 17 ottobre 1984, Hironaka è convocata nella Nazionale maggiore in occasione di una partita contro l'Italia. Hironaka ha disputato anche la Coppa d'Asia 1986 e 1991. In tutto, Hironaka ha giocato 21 partite con la Nazionale nipponica riuscendo a segnare 3 gol.

## Statistiche

### Cronologia presenze e reti in nazionale
| Cronologia completa delle presenze e delle reti in nazionale ― Giappone | Cronologia completa delle presenze e delle reti in nazionale ― Giappone | Cronologia completa delle presenze e delle reti in nazionale ― Giappone | Cronologia completa delle presenze e delle reti in nazionale ― Giappone | Cronologia completa delle presenze e delle reti in nazionale ― Giappone | Cronologia completa delle presenze e delle reti in nazionale ― Giappone | Cronologia completa delle presenze e delle reti in nazionale ― Giappone | Cronologia completa delle presenze e delle reti in nazionale ― Giappone |
| Data                                                                    | Città                                                                   | In casa                                                                 | Risultato                                                               | Ospiti                                                                  | Competizione                                                            | Reti                                                                    | Note                                                                    |
| ----------------------------------------------------------------------- | ----------------------------------------------------------------------- | ----------------------------------------------------------------------- | ----------------------------------------------------------------------- | ----------------------------------------------------------------------- | ----------------------------------------------------------------------- | ----------------------------------------------------------------------- | ----------------------------------------------------------------------- |
| 17-10-1984                                                              | Xi'an                                                                   | Giappone                                                                | 0 – 6                                                                   | Italia                                                                  | Torneo di Cina                                                          | -                                                                       |                                                                         |
| 22-10-1984                                                              | Xi'an                                                                   | Giappone                                                                | 2 – 6                                                                   | Australia                                                               | Torneo di Cina                                                          | -                                                                       |                                                                         |
| 24-10-1984                                                              | Xi'an                                                                   | Giappone                                                                | 1 – 5                                                                   | Italia                                                                  | Torneo di Cina                                                          | -                                                                       |                                                                         |
| 19-7-1986                                                               | Italia                                                                  | Italia                                                                  | 5 – 1                                                                   | Giappone                                                                | Mundialito 1986                                                         | -                                                                       |                                                                         |
| 21-7-1986                                                               | Italia                                                                  | Giappone                                                                | 3 – 0                                                                   | Messico                                                                 | Mundialito 1986                                                         | -                                                                       |                                                                         |
| 25-7-1986                                                               | Italia                                                                  | Giappone                                                                | 1 – 3                                                                   | Stati Uniti                                                             | Mundialito 1986                                                         | -                                                                       |                                                                         |
| 26-7-1986                                                               | Italia                                                                  | Giappone                                                                | 1 – 2                                                                   | Cina                                                                    | Mundialito 1986                                                         | -                                                                       |                                                                         |
| 18-9-1986                                                               | Tokyo                                                                   | Giappone                                                                | 1 – 2                                                                   | Italia                                                                  | Seiyu Cup                                                               | -                                                                       |                                                                         |
| 23-9-1986                                                               | Tokyo                                                                   | Giappone                                                                | 2 – 3                                                                   | Italia                                                                  | Seiyu Cup                                                               | -                                                                       |                                                                         |
| 14-12-1986                                                              | Hong Kong                                                               | Giappone                                                                | 0 – 2                                                                   | Cina                                                                    | Coppa d'Asia 1986                                                       | -                                                                       |                                                                         |
| 18-12-1986                                                              | Hong Kong                                                               | Giappone                                                                | 10 – 0                                                                  | Malaysia                                                                | Coppa d'Asia 1986                                                       | -                                                                       |                                                                         |
| 21-12-1986                                                              | Hong Kong                                                               | Giappone                                                                | 4 – 0                                                                   | Thailandia                                                              | Coppa d'Asia 1986                                                       | -                                                                       |                                                                         |
| 23-12-1986                                                              | Hong Kong                                                               | Giappone                                                                | 0 – 2                                                                   | Cina                                                                    | Coppa d'Asia 1986                                                       | -                                                                       |                                                                         |
| 12-12-1987                                                              | Taipei                                                                  | Giappone                                                                | 0 – 1                                                                   | Stati Uniti                                                             | China Cup World Tournament                                              | -                                                                       |                                                                         |
| 15-12-1987                                                              | Kaohsiung                                                               | Giappone                                                                | 5 – 0                                                                   | Hong Kong                                                               | China Cup World Tournament                                              | -                                                                       |                                                                         |
| 2-12-1989                                                               | Hiratsuka                                                               | Giappone                                                                | 2 – 2                                                                   | Australia                                                               | Prima Cup                                                               | -                                                                       |                                                                         |
| 19-12-1989                                                              | Hong Kong                                                               | Giappone                                                                | 11 – 0                                                                  | Indonesia                                                               | Coppa d'Asia 1989                                                       | -                                                                       |                                                                         |
| 24-12-1989                                                              | Hong Kong                                                               | Giappone                                                                | 14 – 0                                                                  | Nepal                                                                   | Coppa d'Asia 1989                                                       | 2                                                                       |                                                                         |
| 6-9-1990                                                                | Seul                                                                    | Corea del Sud                                                           | 1 – 13                                                                  | Giappone                                                                | Amichevole                                                              | -                                                                       |                                                                         |
| 9-9-1990                                                                | Pusan                                                                   | Corea del Sud                                                           | 0 – 5                                                                   | Giappone                                                                | Amichevole                                                              | -                                                                       |                                                                         |
| 29-9-1990                                                               | Pechino                                                                 | Giappone                                                                | 8 – 1                                                                   | Corea del Sud                                                           | Giochi asiatici                                                         | 1                                                                       |                                                                         |
| Totale                                                                  |                                                                         | Presenze                                                                | 21                                                                      |                                                                         | Reti                                                                    | 3                                                                       |                                                                         |